# (17515) 1992 UT1
1992 يو تي 1 (ويعرف أيضًا باسم (17515) 1992 يو تي 1 وفق تسمية الكوكب الصغير) (بالإنجليزية: 1992 UT1)‏ هو كويكب ضمن حزام الكويكبات؛ وترتيبه 17515 من حيث الاكتشاف.
اكتُشف هذا الجُرم الفلكي بواسطة Atsushi Sugie ‏ في 21 أكتوبر 1992.

## وصلات خارجية
- (17515) 1992 UT1 في قاعدة بيانات مختبر الدفع النفاث لأجرام النظام الشمسي الصغيرة

- الاكتشاف · مخطط المدار ·  العناصر المدارية · المعلمات المادية

- (17515) 1992 UT1 على موقع ويكي سكاي: DSS2, SDSS, GALEX, IRAS, Hydrogen α, X-Ray, Astrophoto, Sky Map, Articles and images